# Register (Nachschlagewerk)
Ein Register (auch Index oder Stichwortverzeichnis) ist eine alphabetisch sortierte Liste von Begriffen mit Angabe ihrer Fundstellen und eventuell noch weiterer erklärender Zusätze. Der Verwender des Registers kann nach dem Auffinden des Begriffs ohne weitere Umwege die Fundstelle aufsuchen.
Beispiele:
- Namen der in einem Buch erwähnten Personen nebst Seitenzahl der Textstellen.
- Teilnehmer an einem Telefonnetz nebst Rufnummer und (erklärende, aber in diesem Fall notwendige) Angabe der Adresse.

## Notwendige Bestandteile

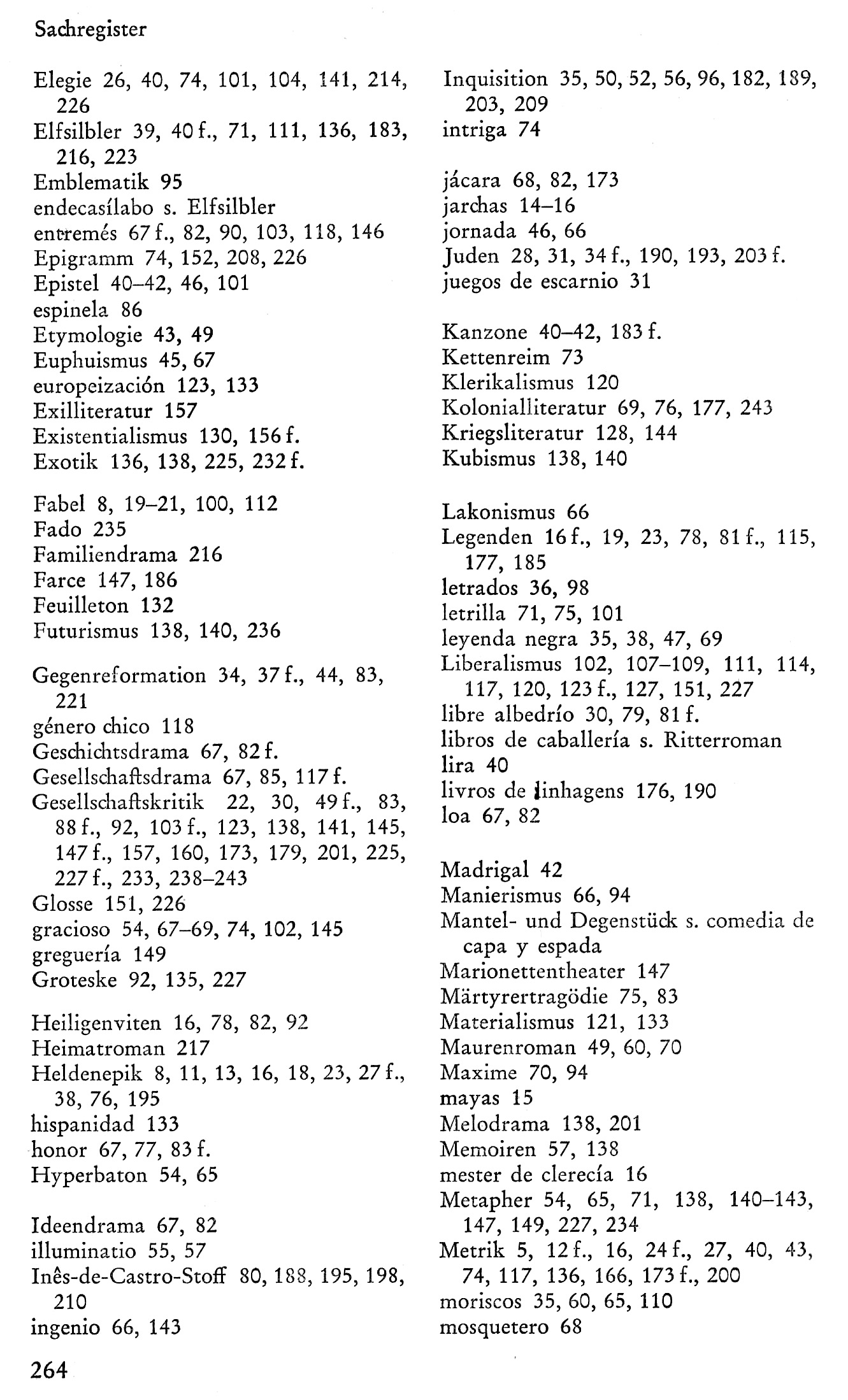
Auszug aus dem Sachregister einer Spanischen Literaturgeschichte

### Definition der Begriffe
Die Begriffe (auch Lemmata genannt, von Lemma) müssen die Nennform (lexikographische Grundform) besitzen. Im Deutschen ist die Zitierform für Substantive normalerweise der Nominativ Singular (z. B. Traum), für Verben der Infinitiv Präsens Aktiv (z. B. träumen). Zusammengesetzte Begriffe (Adjektiv und Substantiv) können auf zwei Arten dargestellt werden. Personennamen werden in der Form Familienname, Vorname(n) als Lemma verwendet.
```
Das Wort „Mäuse“ wird unter dem Lemma 
Maus
 eingeordnet
„britische Bibliotheken“ kann ebenso als Lemma verwendet werden wie „Bibliotheken, britische“
Das Lemma für „
Johann Wolfgang von Goethe
“ lautet 
Goethe, Johann Wolfgang v.
```

### Alphabetische Anordnung der Begriffe
Die Begriffe müssen nach der für die jeweilige verwendete Sprache definierten Reihenfolge der Buchstaben im Alphabet angeordnet werden. Für die Sortierung von Besonderheiten wie Ziffern, Sonderzeichen, diakritischen Zeichen, Leerzeichen, Groß- und Kleinschreibung, Bindestrichen u. Ä. gibt es keine einheitlichen Regeln.
Bezüglich der Behandlung des Wortendes (also des Leerzeichens) ist im deutschen Sprachraum die Sortierung Wort für Wort üblich, da diese übersichtlicher ist als die Sortierung Buchstabe für Buchstabe. Beispiel: (S. 263)
Wort für Wort (Leerzeichen zählen)
```
Old Curiosity Shop, The
 (Der Raritätenladen, Dickens)

Old Possum’s Book of Practical Cats

Oldenburg, Henry
Oldman, Gary
Oldmixon, John
```

Buchstabe für Buchstabe (Leerzeichen werden ignoriert)
```
Old Curiosity Shop, The
 (Der Raritätenladen, Dickens)
Oldenburg, Henry
Oldman, Gary
Oldmixon, John

Old Possum’s Book of Practical Cats
```

### Verwertbare Fundstellen
Die Fundstellen müssen ohne weiteres verwendbar sein: Im Buch durch das Nachschlagen auf der jeweiligen Seite, im Telefonverzeichnis durch das Wählen der Rufnummer. Ist die Verwertbarkeit nicht vorhanden, kann nicht von einem Register im Sinne dieses Artikels gesprochen werden.

„Ein Register ohne Buch hat mir manchmal genützt, ein Buch ohne Register nie.“

In Büchern werden die Fundstellen als Seitenzahlen in aufsteigender Reihenfolge angegeben, einzeln, als Bereiche von–bis, oder als Startseite mit f. oder ff. markiert. Ist das Register für ein mehrbändiges Werk bzw. eine Buchreihe angelegt, wird zusätzlich die Nummer des Bandes (oft in römischen Ziffern) bzw. ein das betreffende Buch bezeichnendes Sigel angeführt. In Büchern, die in Spalten (Kolumnen) gesetzt und auch nach diesen nummeriert sind, werden statt den Seiten die Spalten angegeben. Ist ein Buch in Abschnitte gegliedert, kann eine Angabe wie „Kap(itel) n“ oder ähnlich statt „(Seite) 200 ff.“ verwendet werden. (Dies setzt das Vorhandensein eines Inhaltsverzeichnisses voraus.) In Faksimile-Ausgaben von Handschriften mit Foliierung, in denen die Blätter und nicht die Seiten gezählt werden, wird das Blatt angegeben, wobei eine Vorderseite (Recto) ausgewiesen wird als Blattr oder Blattr bzw. Blatta oder Blatta, und eine Rückseite (Verso) als Blattv oder Blattv bzw. Blattb oder Blattb.
Beispiele:
```
23, 120–123, 200 f.
I 23, I 120–123, II 200 ff.
Joh 1,1–18, Mt 3 f.
Kap. 3
23r, 60v
```

Die Abkürzung f. steht für „folgend“ und stammt von lateinisch folio (Ablativ von folium) in der Bedeutung „auf der (nächsten) Seite“. In der Mehrzahl verwendet, wird sie als ff. geschrieben. Die Angabe „200 f.“ entspricht der Angabe „200 und 201“ bzw. „200–201“, bezieht sich also auf genau zwei Seiten. Dagegen umfasst die Angabe „200 ff.“ mindestens drei Seiten („200–202“), oder auch mehr („200–211“). In weniger wissenschaftlichen Werken wird oft zwischen f. und ff. nicht mehr differenziert, sondern nur f. verwendet. Leserfreundlicher ist die Auflösung beider Abkürzungen durch genaue Seitenangaben.
Soweit die Bedeutung der Siglen nicht als bekannt vorausgesetzt wird (und zwar vom Verfasser des Registers in Bezug auf den angenommenen Leserkreis), werden diese Abkürzungen in einem Sigelverzeichnis aufgeschlüsselt, welches vor oder nach dem eigentlichen Register angeboten wird. Es hängt also vom Rezipienten ab, ob z. B. ein Verweis auf Bibelstellen in der Form Buch Kapitel, Vers-Vers (Joh 1,1-18) einer Auflösung des Sigels für das Buch (Evangelium nach Johannes) bedarf.
Kann als Fundstelle keine konkrete Seite angegeben werden, weil sich der Begriff durch den gesamten Text zieht, wird stattdessen die Angabe passim (deutsch ‚überall‘, ‚da und dort‘) verwendet. Diese eignet sich aber nicht dafür, wichtige Stellen zu belegen (die immer mit konkreten Zahlen anzugeben sind). Vielmehr ist sie ein Hinweis darauf, dass im Werk auch (viele) weniger wichtige Stellen vorhanden sind, die der Verfasser des Registers als redundant beurteilt hat.
Beispiele:
```
23, 120–123, 200 f. und passim
Kap. 3 et passim
```

Eine Besonderheit ist der Kulturfahrplan, dessen Inhalt chronologisch sortiert ist. Alle Einträge sind einer Jahreszahl zugeordnet. Daher ist es nur sinnvoll, als Registerfundstellen statt der Seitenzahlen gleich die Jahreszahlen zu verwenden, wobei Jahre im gleichen Jahrhundert abgekürzt werden:
```
1881, 1901, 04, 06–07
v. Chr. 2420, 2350
```

#### Relevanzhinweise
Bei vielen Fundstellen zu einem Eintrag stellt sich das Problem, die unterschiedliche Bedeutung der einzelnen Fundstellen abzubilden. Typographisch überzeugt die Methode, die Hauptstellen hervorgehoben, also fett oder kursiv anzugeben. Dazu müssten diese vom Verfassers des Registers als solche identifiziert werden können, was nicht trivial ist, und wozu die verwendete Software (mindestens bis vor kurzem) nicht in der Lage war.
Einfacher zu handhaben ist die besondere Kennzeichnung von Fußnoten bzw. Endnoten (die sich bezüglich ihrer Anordnung im Text unterscheiden) oder auch Abbildungen (Bildtafeln, Karten, Diagramme, usw.). Die Art dieser Fundstellen ist leicht identifizierbar und kann als Seitenzahl mit entsprechendem Zusatz – „A(nmerkung)“, „B(ild)“ o. ä. – angegeben werden:
```
27–30, 35 A3, 129 B
```

Eine Ideallösung ist die Gruppierung der Fundstellen nach inhaltlicher Zusammengehörigkeit. Ein Beispiel, das auch die Auflösung von f. und ff. dokumentiert: (S. 357)
```
Register
  – alphabetische Ordnung 27–57
  – Definition 11–17, 144–146
  – historischer Überblick 9–26
  – Seitenzahlen 97–126
  – vorne oder hinten im Buch 9, 12, 16, 94–95, 142, 201
```

#### Verweisungen
Häufig finden sich neben oder anstatt der Fundstellen Verweisungen auf andere Begriffe.
Verweisungen auf synonyme Begriffe erleichtern dem Nutzer das Finden.
```
Leiharbeit: 
siehe
 Arbeitnehmerüberlassung
Tram: 
siehe
 Straßenbahn
```

siehe auch-Verweisungen weisen auf ähnliche, sachlich über- oder untergeordnete oder auf weiterführende Begriffe hin.
```
Deutsche Bahn AG: 
siehe auch
 Reichsbahn
Urlaub: 
siehe auch
 Elternzeit.
```

## Optionale Bestandteile

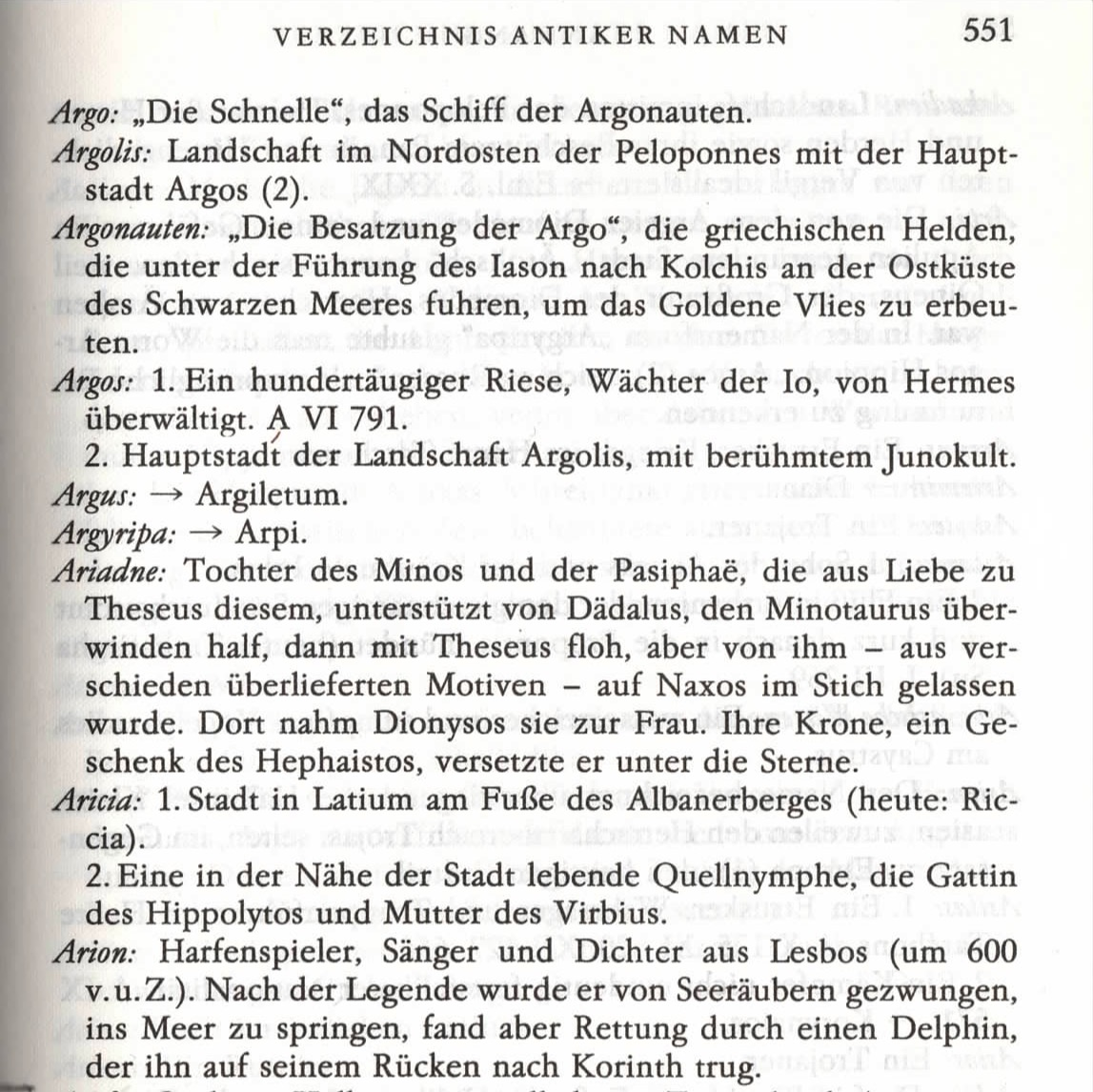
Auszug aus einem Glossar zu Vergils Werken

Erklärende Zusätze ermöglichen die Unterscheidung von Einträgen mit verschiedener Wortbedeutung. Ein Beispiel aus der Altphilologie: (S. 227)
```
Opfer I (lat. 
sacrificium
) 77, 124–125, 127, 130, 160, 166–167, 169
Opfer II (lat. 
victima
) 24, 31, 87, 89, 94, 103, 117, 123, 185
```

Einträge von Personen mit gleichen Namen können durch die Angabe von Beruf und/oder Lebensdaten (geboren, gestorben) eindeutig gemacht werden.
Obwohl ein Register von einem Glossar und von einem Lexikon unterschieden werden muss, sind die Grenzen nicht einfach festzulegen:
- Erklärende Zusätze im Register, die über die notwendige Unterscheidung verschiedener Bedeutungen hinausgehen, also z. B. bei Namenseinträgen nicht nur die Lebensdaten, sondern auch Lebensleistungen angeben, finden sich in einigen Literaturgeschichten:[8]

```
Weigel, Helene (1900–1971). Zweite Frau Bertolt Brechts; Heirat 1928. Schauspielerin. Leiterin des Berliner »Ensembles« seit Brechts Tod (1956).
 999f., 1017
```

- Ein Glossar ist eine Liste von Wörtern, deren Bedeutung erklärt wird, und ist notwendig, um den Wortschatz des edierten Textes zu erschließen (wobei unterstellt wird, dass die Leser den Text sonst nicht vollständig verstehen können). Wenn es keine Fundstellen enthält, ist ein Glossar kein Register.

- Ein Lexikon ist schon durch seine Definition kein Register, da hier kein Verweis auf eine Fundstelle gegeben wird, sondern der Eintrag gleich der Fundstelle ist, eben der Lexikonartikel. (Ein Register über die Artikel im Lexikon ist natürlich wieder ein Register.)

## Register in Büchern
„Befehl, kein merckwürdiges Buch ohne den vollständigsten Index zu drucken, könnte sehr nützlich sein.“

### Position
Während ein Inhaltsverzeichnis, das in der Regel am Anfang des Buches steht, die Gliederung des Buches systematisch wiedergibt, ist bei einem Stichwortverzeichnis das Alphabet alleiniges Ordnungskriterium. Das Register findet man fast immer im Anhang, also am Ende des Buches. Ein am Anfang des Buches platziertes Register ist in der Vergangenheit vorgekommen, (S. 9, 12, 16, 94–95, 142, 201), aber inzwischen ausgestorben. Bei mehrbändigen Ausgaben ist das Register im letzten Band vorhanden oder wird als eigenständiger Band (eventuell sogar ohne Bandnummerierung) herausgegeben.

### Registerarten
Meistens sind zwei verschiedene Register vorhanden, ein Personenregister (Namenregister) und ein Sachregister (für alle anderen Einträge). Für diese Teilung sprechen die bessere Übersichtlichkeit vor allem des Personenregisters, da die einheitliche Struktur von Namen (Familienname, Vorname) nicht durch Sacheinträge unterbrochen wird.
Dies muss aber nicht so sein: Das Register in Duncan ist nicht getrennt und trotzdem vorzüglich. In Dorschel gibt es nur ein Sachregister, obwohl im Buch zahlreiche Autoren ab Aischylos ff. besprochen werden. Umgekehrt gibt es in zahlreichen Büchern nur Personenregister, da diese leichter (auch maschinell) erstellt werden können.
Werke, die hauptsächlich Autoren in Literatur, Theater, Musik oder Kunst behandeln, haben in der Regel ein Personenregister mit integriertem Werkverzeichnis (also Sachregister). Bei den Einträgen zur Person finden sich deren Werke als Untereinträge. Anonyme Werke werden unter dem Namen Anonymus eingeordnet, oder – als Ausnahme – mit ihrem Titel in das gemeinsame Register einsortiert.
In der Belletristik sind Register nicht (mehr) üblich, aber im 18. Jahrhundert (vor allem in England) vorgekommen. Eine Ausnahme sind Lyrikanthologien, die in der Regel ein Register der Gedichte nach Gedichttitel bzw. Gedichtanfängen enthalten, eventuell auch als Personenregister mit Werksverzeichnis (sortiert nach Verfassername / Gedichttitel).

## Konkordanzen

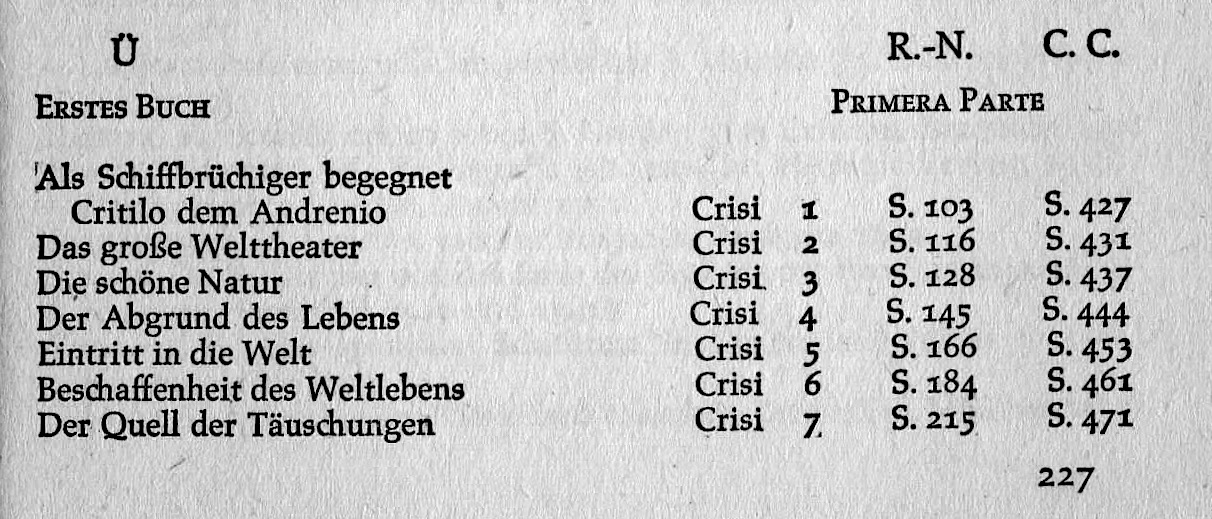
Konkordanz der übersetzten Kapitel aus Graciáns Criticón mit den Ausgaben Romera-Navarro (R.-N.) und Correa Calderón (C. C.)

Der Begriff Konkordanz (von lateinisch concordare „übereinstimmen“) entstand im 13. Jahrhundert als Bezeichnung für ein Register aller wichtigen Wörter im Text der Bibel. Die erste alle Bücher der lateinischen Vulgata umfassende Concordantia brevis entstand 1230 in Paris unter der Federführung von Hugo von St. Charo. (S. 87–88) Diese wurde in den Folgejahren um den Kontext der angeführten Stellen zur Concordantiae maximae erweitert.
In der Textwissenschaft wurde der Begriff verallgemeinert zur Bezeichnung eines Registers der wichtigsten Wörter und Phrasen, die in einem schriftlichen Werk verwendet werden. Synonym zu Konkordanz und Register wird auch Index oder Index verborum (‚Verzeichnis der Wörter‘) verwendet.
Eine Konkordanz im Archivwesen ist ein Register besonderer Art, das zusammengehörige Objekte (Pendants) miteinander verknüpft. Dabei ist der Suchbegriff nicht das übliche Lemma, sondern technischer Art:
- Im Repertorium (Register) eines Archivs wird zum Lemma die Signatur gefunden. In einer Konkordanz muss zu dieser Signatur die Nummer des Faches gesucht werden, in dem die Archivalie tatsächlich aufbewahrt wird.

- Artikel in Zeitschriftenreihen, die parallel in mehreren Sprachen herausgegeben werden, können mit einer Konkordanz einander zugeordnet werden.[14]

In der Editionswissenschaft sind Konkordanzen im Gebrauch, um entsprechende Textteile (Kapitel, Fragmentnummern) in unterschiedlichen Editionen miteinander zu verknüpfen. Dabei kann es sich um unterschiedliche Kritische Ausgaben handeln, oder auch („für Leser, die das … Original nachschlagen wollen“) um Übersetzung und Originalausgabe. Wie bei den Konkordanzen im Archivwesen sind hier nicht Lemma und Fundstelle verknüpft, sondern Fundstelle mit Fundstelle. In beiden Fällen handelt es sich also nicht um Register im Sinne dieses Artikels.

## Geschichte
Antonio Zara (* 1574), Bischof von Petina, fügte seiner Enzyklopädie Anatomia ingeniorum et scientiarum (Venedig 1614) einen Index an. Vor ihm veröffentlichten Peter Schöffer und Johannes Fust bereits 1467 ein Werk von Augustinus, das einen Index enthielt.